# پان د آزوکار، اروگوئه
پان د آزوکار، اروگوئه (به اسپانیایی: Pan De Azúcar) شهری در کشور اروگوئه، استان مالدونادو است که جمعیت آن در سرشماری سال ۲۰۰۴ میلادی ۷٬۰۹۸ نفر بوده‌است.